# برساء كوبية
برساء كوبية (الاسم العلمي:Persea cubensis) هي نوع غير مؤكد من النباتات يتبع جنس البرساء من الفصيلة الغارية.